# Кортрейк
Кортрейк (нід. Kortrijk, фр. Courtrai) — історичне місто в бельгійській провінції Західна Фландрія, на перетині річки Лис і каналу Лис-Шельда. Населення 75 100 мешканців (2010).

## Топонім
Назва міста походить з латинської назви поселення лат. Cortoriacum, котре існувало ще за часів Римської імперії. Вона означає «селище, що розташоване на закруті річки».
Це поселення було розташоване на перетині двох римських доріг.

## Демографія
За даними Національного інституту статистики Бельгії, місто Кортрейк, станом на 1 січня 2016 року, налічувало 75.506 мешканців (36.974 — чоловіків, 38.532 — жінок). 

## Географія
Кортрейк знаходиться в західній частині Бельгії, на півдні провінції Західна Фландрія, недалеко від кордону з Францією.
Місто розташоване в долині річки Ліс.
Кортрейк знаходиться у 93 км від Брюсселя, 30 км від Лілля, 48 км від Гента, 70 км від Остенде.

## Клімат
| Місяць                                                       | Січень | Лютий | Березень | Квітень | Травень | Червень | Липень | Серпень | Вересень | Жовтень | Листопад | Грудень |
| ------------------------------------------------------------ | ------ | ----- | -------- | ------- | ------- | ------- | ------ | ------- | -------- | ------- | -------- | ------- |
| Максимальна температура (°C)                                 | 5      | 6     | 10       | 13      | 18      | 20      | 22     | 23      | 19       | 15      | 9        | 6       |
| Мінімальні температури (°C)                                  | 1      | 2     | 4        | 5       | 9       | 12      | 14     | 14      | 11       | 8       | 5        | 3       |
| Середня температура (°C)                                     | 3.0    | 4.0   | 7.0      | 9.0     | 13.5    | 16.0    | 18.0   | 18.5    | 15.0     | 11.5    | 7.0      | 4.5     |
| Опади (мм)                                                   | 49.1   | 38.0  | 36.1     | 33.7    | 33.3    | 59.2    | 56.4   | 53.4    | 52.8     | 48.8    | 55.4     | 53.4    |
| Джерело: MSN Weather[недоступне посилання з листопадаа 2019] |        |       |          |         |         |         |        |         |          |         |          |         |

## Історія
Місто виросло з римського поселення Кортракум (Cortracum). У IX столітті фландрський граф Болдуїн II укріпив місто на випадок нападу норманів. У Середні віки Кортрейк — один з найбільших центрів суконної промисловості Фландрії.
Навколо Кортрейка в Середні віки відбулось декілька важливих битв, найвідоміша з яких Битва золотих шпор 1302 року, під час якої погано озброєне ополчення міщан розбило лицарську кавалерію французького короля. У помсту за це король Карл VI у 1382 році пограбував місто. Наступного разу французам вдалось оволодіти Кортрейком тільки під час Революційних війн (1793 р.)
Цікавими туристичними об'єктами є церква св. Мартіна, церква Богоматері (1191—1211) з каплицею графів фландрських, яку прикрашає середньовічна статуя св. Катерини і «Хрестовоздвиження» ван Дейка. Бефруа Кортрейка зі статуєю бога торгівлі, як і місцевий бегінаж входить до числа пам'ятників Всесвітньої спадщини.

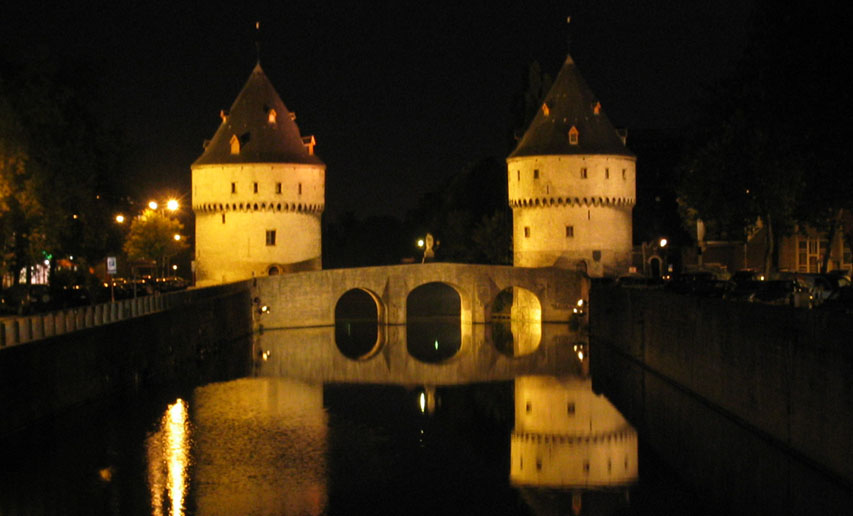
Середньовічні вежі і міст через Лис.

## Відомі люди
Уродженці
- Максім Лестьєнн — бельгійський футболіст, нападник.
- Ксав'є Малісс — бельгійський тенісист і тенісний тренер.
- Лоранс Куртуа — бельгійська тенісистка і тенісний тренер.
- Жан-Клод Ван Генберге — бельгійський та український вершник, що спеціалізувався на змаганнях з конкуру.
- Жуль Ванденперебом — бельгійський католицький політичний діяч.
- Лоренцо Сталенс — бельгійський футболіст, захисник.
- Морріс — бельгійський автор коміксів.

Мешканці
- Рулант Саверей — нідерландський художник, гравер часів Золотої доби голландського живопису.
- П'єр де ля Рю — франко-фламандський композитор, зазвичай вважається представником третьої нідерландської школи поліфоністів.

## Міста-побратими[4]
- Бад-Ґодесберґ, Німеччина, з 1964
- Себу, Філіппіни, з 2005
- Фраскаті, Італія, з 1967
- Ґрінвілл, США, з 1991
- Сен-Клу, Франція, з 1993
- Лахор, Пакистан, з 1993
- Ташкент, Узбекистан, з кінця 1980-х
- Мейденгед, Велика Британія, з 1981
- Усі, Китай, з 2007